# Bernard Giroux
Bernard Giroux (Montceau-les-Mines, 10 marzo 1950 – Isola di Wight, 23 agosto 1987) è stato un copilota di rally francese, specializzato nei rally raid, vincitore di due edizioni del Rally Dakar, nel 1981 con René Metge e nel 1987 con Ari Vatanen.

## Biografia
Navigatore quotato aveva partecipato ad alcune edizioni della Dakar, vincendone due.
Morì nell'incidente di motonautica in cui perse la vita l'ex pilota di Formula 1 Didier Pironi.
È stato legato sentimentalmente alla cantante Jeane Manson e, sulle sue esperienze nel deserto africano, ha scritto il libro Desert, L'aventure Tout Terrain.

## Palmarès

### Rally Dakar
| Anno | Mezzo       | Pilota          | Pos. |
| ---- | ----------- | --------------- | ---- |
| 1981 | Range Rover | René Metge      | 1º   |
| 1986 | Lada Niva   | Pierre Lartigue | 6º   |
| 1987 | Peugeot     | Ari Vatanen     | 1º   |

### Altri risultati
1985
- al Baja España-Aragón con Pierre Lartigue